# Renault Safrane
Renault Safrane je francuski automobil marke Renault i proizvodi se od 1992. – 2000. godine.

## Motori
- 1.9 L, 100 kW (136 KS)
- 2.0 L, 79 kW (107 KS)
- 2.0 L, 98 kW (133 KS)
- 2.2 L, 79 kW (107 KS)
- 2.2 L, 101 kW (137 KS)
- 2.5 L, 121 kW (165 KS)
- 2.9 L, 140 kW (190 KS)
- 3.0 L, 123 kW (167 KS)
- 3.0 L turbo, 193 kW (263 KS)
- 2.1 L turbo dizel, 65 kW (88 KS)
- 2.2 L turbo dizel, 83 kW (113 KS)
- 2.5 L turbo dizel, 83 kW (113 KS)